# وليام باغونزا
وليام باغونزا (بالإنجليزية: William Bagonza)‏ (مواليد 12 نوفمبر 1960) هو ملاكم أوغندي، مثّل بلاده في الألعاب الأولمبية الصيفية 1984.

## روابط خارجية
وليام باغونزا على موقع أوليمبيديا (الإنجليزية)